# جنگ جنگل

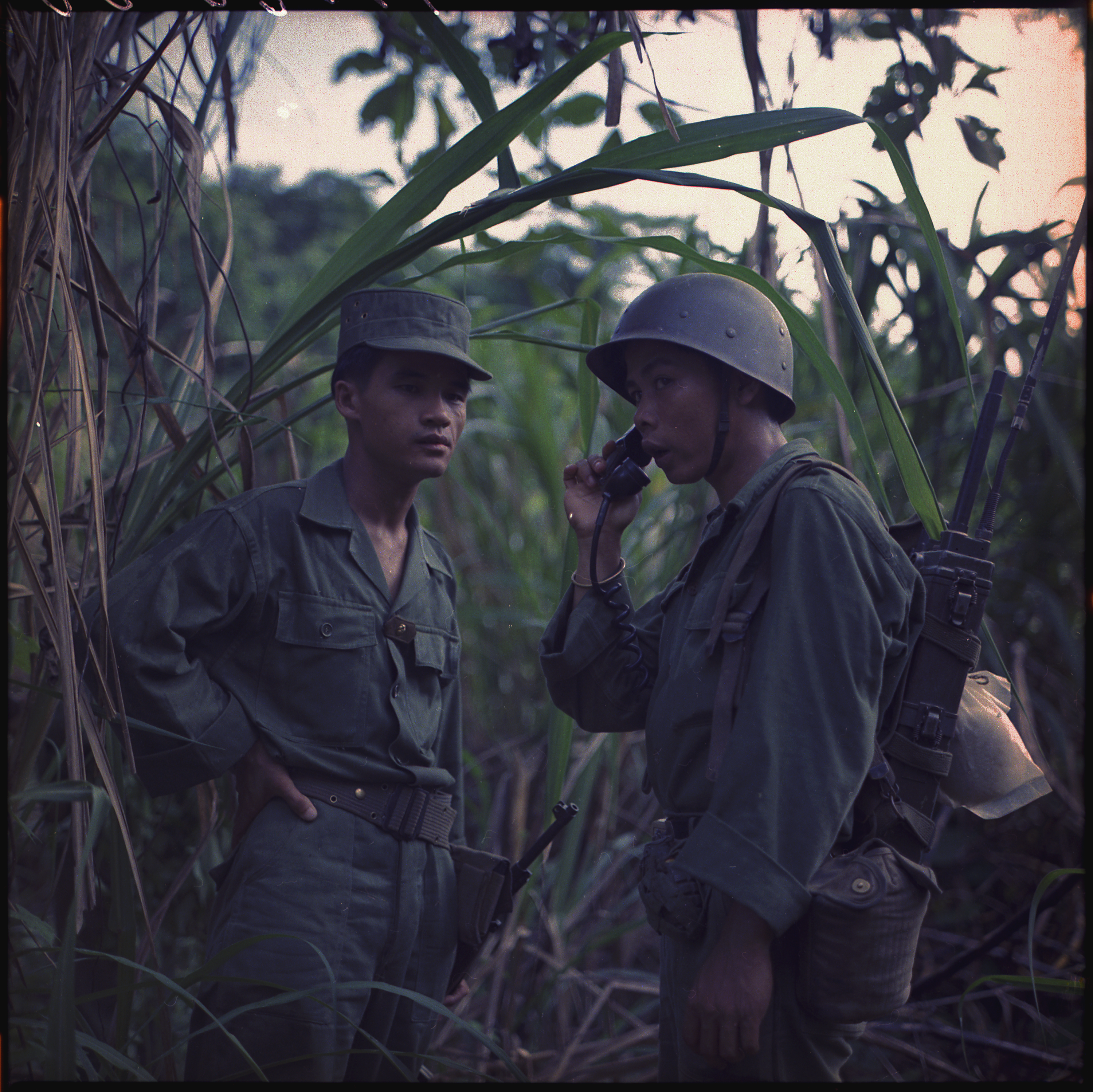
آموزش سربازان ارتش جمهوری ویتنام در جنگل‌های ویتنام جنوبی در طول جنگ ویتنام در سال ۱۹۶۲

جنگ جنگل (انگلیسی: Jungle warfare) یا جنگ جنگلی جنگ در جنگل‌ها، محیط جنگلی یا محیط‌های مشابه است. این اصطلاح شامل عملیات نظامی متأثر از زمین، آب و هوا، پوشش گیاهی و حیات وحش مناطق پر درخت، همچنین استراتژی‌ها و تاکتیک‌های مورد استفاده نیروهای نظامی در این موقعیت‌ها و محیط‌ها می‌شود.
جنگل تأثیرات مختلفی در عملیات نظامی دارد. پوشش گیاهی متراکم می‌تواند خطوط دید و قوس‌های آتش را محدود کند، اما می‌تواند فرصت کافی برای استتار و مواد فراوان برای ساخت استحکامات فراهم کند. زمین جنگل، اغلب بدون جاده‌های مناسب، می‌تواند برای وسایل نقلیه غیرقابل دسترسی باشد و بنابراین تأمین لجستیک و تجهیزات ترابری را دشوار می‌کند، که به نوبه خود باعث افزایش تحرک هوایی می‌شود. محیط‌های جنگلی همچنین می‌توانند ذاتاً ناسالم باشند، با بیماری‌های مختلف استوایی که باید توسط خدمات پزشکی پیشگیری یا درمان شوند. زمین می‌تواند استقرار جنگ‌افزارهای زرهی یا هر نوع نیرو دیگر را در مقیاس بزرگ دشوار کند. نبرد موفق جنگل بر تاکتیک‌های مؤثر واحدهای کوچک و رهبری تأکید دارد. جنگ جنگل موضوع مطالعه گسترده استراتژیست‌های نظامی بوده است و بخش مهمی از برنامه‌ریزی برای هر دو طرف در بسیاری از درگیری‌ها از جمله جنگ جهانی دوم، جنگ ویتنام و انقلاب نیکاراگوئه ۱۹۶۱ بوده است.